# Villamblard
Villamblard là một xã, nằm ở tỉnh Dordogne vùng Aquitaine của Pháp. Xã này có diện tích 20,43 kilômét vuông, dân số năm 2007 là 892 người. Xã nằm ở khu vực có độ cao trung bình 60 m trên mực nước biển.

## Hành chính
| Danh sách các xã trưởng                |             |                 |      |                       |
| Giai đoạn                              | Giai đoạn   | Tên             | Đảng | Tư cách               |
| 1980                                   | đương nhiệm | Jean Fourloubey | PS   | hưu trí Tổng hội đồng |
| Tất cả các dữ liệu trước đây không rõ. |             |                 |      |                       |

## Thông tin nhân khẩu
| Năm    | 1962 | 1968 | 1975 | 1982 | 1990 | 1999 | 2007 |
| ------ | ---- | ---- | ---- | ---- | ---- | ---- | ---- |
| Dân số | 815  | 799  | 841  | 823  | 813  | 822  | 892  |